# Diplocarpon rosae
Diplocarpon rosae es un hongo que causa en la rosa la enfermedad del punto negro.
Debido a que se observó por personas de diversos países de todo el mundo al mismo tiempo (alrededor de 1830), la nomenclatura para el hongo varió con cerca de 25 nombres diferentes. La etapa asexual es ahora conocido por ser Marssonina rosae, mientras que la etapa sexual y más común se conoce como Diplocarpon rosae.
Diplocarpon rosae a temporadas más como Micelio, Ascosporas, y conidia en las hojas infectadas y tallos. En la primavera durante las condiciones húmedas las ascosporas y conidios son llevados por el viento y la lluvia salpica al tejido foliar de reciente aparición. Tras la infección, la enfermedad progresa de las hojas más bajas hacia arriba, causando de defoliación y manchas en forma de puntos negros en las hojas.

## Diagnóstico
Aparece como manchas púrpura redondeadas y marrón negruzco en las hojas. En las manchas en la periferia se desarrolla un conjunto de fibrillas que se ensancha y está rodeado por un halo amarillo y eventualmente descoloran toda la hoja. Incluso puede atacar los tallos que tienen decoloración en la corteza formando marcas azules y negro oscuro que dan llagas.
Los puntos negros son circulares con un borde perforado, y alcanzan un diámetro de 14 mm. Las plantas muy afectadas, sin embargo, no se mostrará el patrón circular, ya que se combinan para producir una masa grande, negra.
Los puntos negros son una reacción de la planta al ataque del micelio del hongo que transporta pequeñas pústulas que son los cuerpos fructíferos del hongo, los acérvulos. Cada mancha 5 a 10 milímetros puede liberar hasta 30.000 esporas, las conidias.
El ataque sigue creciendo muy rápidamente y su ciclo es de una semana. El más leve chapoteo (lluvia, riego) rompe los acérvulos causando la propagación del Diplocarpon rosae.
El tratamiento común de la enfermedad es eliminar las hojas afectadas y rociar con soluciones antifúngicas. Algunos tallos de las rosas pueden llegar a ser afectados si no se trata, y causará un debilitamiento progresivo de la rosa.

## Tratamiento
Extracción de hojas infectadas de la planta y las hojas caídas del suelo disminuirá la propagación de la infección, al igual que evitar mojar las hojas de las plantas durante el riego. Una planta infectada puede ser retirada de la zona, lo que disminuye el foco de la propagación de la infección a otras plantas, pero esto a menudo no es deseable. 
Los fungicidas, tales como mancozeb, clorotalonil, flutriafol, penconazol, o un producto a base de cobre, aplicado en la nueva aparición de la hoja o primera aparición de punto negro, se pueden utilizar para controlar la enfermedad. 
Si se desea un enfoque más natural y no tóxico, el aceite de neem diluido es eficaz tanto contra el punto negro y como un insecticida contra áfidos. Por lo general, es necesario repetir la fumigación cada siete a 10 días a lo largo de la parte más caliente de la temporada de crecimiento, ya que el hongo es más activo a temperaturas de 24 a 32 °C (75 a 90 °F).